# Cliona labiata
Cliona labiata är en svampdjursart som först beskrevs av Keller 1880.  Cliona labiata ingår i släktet Cliona och familjen borrsvampar.
Artens utbredningsområde är Italien. Inga underarter finns listade i Catalogue of Life.